# Segovax
Segovax war einer von jenen vier Königen des im heutigen Kent siedelnden Stammes der Cantiaci, die 54 v. Chr. gegen den zum zweiten Mal in Britannien einfallenden römischen Feldherrn Gaius Iulius Caesar zu Felde zogen.
Im Auftrag des obersten britannischen Militärführers Cassivellaunus attackierten Segovax und die drei anderen Könige Kents, Cingetorix, Carvilius und Taximagulus, das Schiffslager Caesars, wurden aber von der römischen Wachmannschaft der Flotte geschlagen. Auf die Nachricht vom Ausgang dieses Gefechtes schloss Cassivellaunus einen Vergleich mit Caesar. Danach wird Segovax nicht mehr erwähnt.
Der Stamm sego des keltischen Namens Segovax bedeutet Gewalt oder Macht.